# Elzunia humboldtii
Elzunia humboldtii är en fjärilsart som beskrevs av Pierre André Latreille 1811-1819. Elzunia humboldtii ingår i släktet Elzunia och familjen praktfjärilar. Inga underarter finns listade i Catalogue of Life.